# گوسلی
گوسلی (به لاتین: Gosselies، به والونی: Gochliye) یک منطقهٔ مسکونی در بلژیک است که در شارلروآ واقع شده‌است. گوسلی ۱۲٫۰۸ کیلومتر مربع مساحت و ۱۱٬۲۴۶ نفر جمعیت دارد.
شهری در منطقهٔ والونیِ بلژیک است که اکنون ناحیه‌ای از شهرداری شارلُروا به‌شمار می‌رود. این شهر در استان اوِنو واقع شده‌است.

## تاریخچه
گوسِلی پیش از ادغام شهرداری‌ها در سال ۱۹۷۷، خود یک شهر مستقل بود. این شهر در بخش شمالی شارلُروا قرار دارد و زمانی شاهد حضور دفتر مرکزی شرکت کاترپیلارِ بلژیک و همچنین سولار توربینِ اروپا بود. فرودگاه شارلُروا-بروکسل جنوبی (BSCA) نیز در گوسِلی واقع شده‌است.

## ترابری
گُسِلی به دلیل وجود فرودگاه بین‌المللی بروکسل جنوب شارلروآ که دومین فرودگاه بزرگ بلژیک است، از اهمیت اقتصادی و مواصلاتی بالایی برخوردار است. همچنین پیشینه تاریخی این شهر و قرارگیری آن در نزدیکی شارلروآ، آن را به یکی از مناطق قابل توجه در منطقه والونی بلژیک تبدیل کرده‌است.
با افتتاح خط پیش-مترو M3 در ژوئن ۲۰۱۳، گوسِلی از طریق تراموا به مرکز شهر شارلُروا و ایستگاه راه‌آهن Charleroi-South متصل شد. در حال حاضر، ۹ ایستگاه این خط پیش-مترو در گوسِلی قرار دارند.

## اقتصاد
کارخانه بزرگی از کاترپیلار در این محل واقع شده بود. در سپتامبر ۲۰۱۶، اعلام شد که این کارخانه در اواسط سال ۲۰۱۷ تعطیل خواهد شد. این اتفاق سه سال پس از آن رخ داد که ۱۴۰۰ نفر در پی یک تعدیل شغلی، کار خود را در این کارخانه از دست داده بودند. تعطیلی کارخانه، ۲۲۰۰ کارمند دیگر را نیز بیکار کرد و تولید به گرونوبل در فرانسه و دیگر کارخانه‌های کاترپیلار در خارج از اروپا منتقل شد.
دولت والونی بلژیک، زمین ۹۳ هکتاری این کارخانه را به قیمت نمادین یک یورو خریداری کرد و به دنبال یافتن کاربری جدیدی برای آن بود. در سال ۲۰۱۸، یک تفاهم‌نامه با شرکت Thunder Power، سازنده خودروهای برقی تایوانی، به امضا رسید، اما دو سال بعد این مذاکرات به بن‌بست رسید.
شرکت Merlin Entertainments، که مالک مادام توسو و لگولند است، نیز به این زمین ابراز علاقه کرد. در نهایت، در ۳۰ اوت ۲۰۲۳، قراردادی با این شرکت برای احداث لگولند بلژیک در این محل به امضا رسید. لگولند بلژیک در سال ۲۰۲۷ افتتاح خواهد شد.